# Digitális majális
Digitális majális (węg. Cyfrowa majówka) – jedyny album studyjny grupy GM49, wydany w 1985 roku nakładem Hungarotonu na MC i LP. Nagrań dokonano w studio MHV Pop Stúdió za pomocą systemu Muzix 81.

## Lista utworów

### Strona A
1. "Brékó, brékó" (2:24)
2. "Távirányítós Robin Hood" (3:13)
3. "Kozmikus álom" (3:28)
4. "Elektromos gyalogos" (3:56)
5. "Komputeres üzenet" (2:03)
6. "Horror-video (A vámpír)" (2:20)
7. "Digitális majális" (3:55)

### Strona B
1. "Egy szintetizátor meséi" (2:57)
2. "Lézeriskola" (2:21)
3. "Űrrandevú" (3:06)
4. "Hívjuk a Földet!" (2:52)
5. "Videósztár" (3:00)
6. "Gépregény" (3:27)
7. "Lopott robot" (3:31)

## Skład zespołu
- Gérard – wokal
- Miklós Galla – wokal, gitara, instrumenty klawiszowe
- Tamás Gay – wokal, instrumenty klawiszowe

### Gościnnie
- Kati Zsámár – wokal
- Sándor Bencsik – gitara
- Attila Borza – instrumenty perkusyjne
- Gyula Fekete – bandoneon
- Gábor Lippényi – saksofon, klarnet
- Gábor Novai – emulator
- Frigyes Pleszkán – fortepian

### Inni
- Gábor Lakatos – inżynier dźwięku
- Gábor Novai – dyrektor muzyczny
- Gyula Nagy – grafika
- Péter Rokob – foto